# 豐加站
丰加地铁站（英語：Hong Kah MRT Station，代號JS4）是新加坡地鐵裕廊區域線上的車站，位于新加坡本岛登加规划区。车站预计将于2027年启用。